# سسک رخ‌حنایی
سسک رخ‌حنایی (نام علمی: Abroscopus albogularis) نام یک گونه از سرده خوش‌نگاه‌ها است.